# Thalpophila
Thalpophila là một chi bướm đêm thuộc họ Noctuidae.

## Các loài
- Thalpophila matura (Hufnagel, 1766)
- Thalpophila vitalba (Freyer, 1834)